# Cara Cunningham
Cara Cunningham (Tennessee, Estados Unidos; 7 de diciembre de 1987), también conocida como Chris Crocker, es una celebridad de internet, compositora, bloguera, artista musical y actriz pornográfica estadounidense. Cunningham ganó fama internacional en septiembre de 2007, por su video viral Leave Britney alone, en el que defendió entre lágrimas la actuación de la cantante pop Britney Spears en su reaparición en los MTV Video Music Awards, y su video tuvo más de cuatro millones de visitas en dos días. El vídeo recibió atención internacional de los medios de comunicación, cientos de parodias y críticas a Crocker.
Se describe como una "edutainer" quien produce y actúa en varios vídeos. El lugar de la ubicación de Crocker, en Tennessee, y su nombre artístico, mantienen su identidad y su ubicación exacta privada ya que, según ella, y como se ve en los comentarios del público a su trabajo, sufriría por su propia seguridad.

## Biografía
Nació bajo el nombre de Christopher Darren Cunningham, en el este de Tennessee, hija de una pareja de adolescentes y criada por sus abuelos, fundamentalistas pentecostales, que la criaron cuando sus padres no pudieron hacerlo. Su abuela se ha presentado de mala gana en algunos de sus videos. Fue educada en casa, en respuesta a las "constantes amenazas de muerte, intimidación y juicios por su forma de vestir y el uso de maquillaje", específicamente tras haber sido "acosada por el homofóbico entrenador de gimnasia de su clase de secundaria".

## Carrera
El trabajo de Crocker sin censura y sin filtros se ha atribuido su aislamiento por ser "afeminado, ostentosamente gay" en un "pueblo de mente pequeña" bajo el cinturón de la Biblia. Por su orientación sexual y franqueza lo han descrito como un "subtexto ... raramente abordado directamente y nunca totalmente aceptado" en su ciudad natal. Según Crocker, cuando su abuela se enteró de que era gay le dijo que "[él] necesitaba un exorcismo". Crocker, quien lamenta la falta de la cultura gay de la ciudad, dijo en una ocasión: "el desfile del orgullo gay donde vivo sólo está en mi dormitorio", "aquí no tenemos orgullo ni arco iris, aquí tenemos MySpace. No tenemos baños públicos, tenemos retretes fuera de casa".

## Discografía

### Álbumes
| Año  | Detalles del álbum                                                                                       |
| ---- | --- |
| 2011 | The First Bite - Publicado: 19 de marzo de 2011 - Designación: Ser liberado - Formato: Ddescarga digital |
| 2013 | Walls Down - Publicado: 14 de marzo de 2013 - Designación: Ser liberado - Formato: Descarga digital, CD  |

### Sencillos
| Año  | Sencillo                     | Álbum                |
| ---- | ---------------------------- | -------------------- |
| 2008 | "Mind in the Gutter"         | No incluido en álbum |
| 2010 | "Love You Better"            | No incluido en álbum |
| 2010 | "Love You Better" (acoustic) | No incluido en álbum |
| 2010 | "Best of Both Worlds"        | No incluido en álbum |
| 2010 | "Fell for the Enemy"         | No incluido en álbum |
| 2010 | "Freak of Nature"            | The First Bite       |
| 2011 | "I Want Your Bite"           | The First Bite       |
| 2011 | "Second to None"             | No incluido en álbum |
| 2011 | "Tug of War"                 | No incluido en álbum |
| 2011 | "Taking My Life Back"        | No incluido en álbum |
| 2012 | "Locked Up Lovers"           | No incluido en álbum |
| 2012 | "Lucky Tonight"              | No incluido en álbum |
| 2013 | "Breaking Up"                | Walls Down           |

### Videos musicales
| Año  | Título            | Director       |
| ---- | ----------------- | -------------- |
| 2011 | "Freak of Nature" | Worm Carnevale |
| 2012 | "One Day"         | Chris Crocker  |

## Filmografía
| Año  | Título        | Papel      | Notes      |
| ---- | ------------- | ---------- | ---------- |
| 2012 | Me at the Zoo | Ella misma | Documental |